# Méra (Kolozs megye)
Méra (románul: Mera) erdélyi falu Kolozs megyében, Kalotaszeg tájegységben.

## Fekvése
Kolozsvártól 14 km-re északnyugati irányban (a Kolozsvár–Zilah-főút mellett), a Kolozsvár-almási hegyek által bezárt völgyben található. A Nádasba északról siető Pataka két partján fekszik, 365 m tengerszint feletti magasságon.

## Környező települések
Kolozsvár (14 km), Magyarvista (5 km), Szucság (4 km), Kisbács (6 km).

## Története
A falu határában vezet át a Napoca–Sargentum közötti római út, melynek darabjai és nyomvonala most is láthatók. A honfoglalás előtt kb. 450–600 között virágzó gepida település volt. Méra nevét az Árpád-házi oklevelek 1299-ben említették először Mera alakban írva, a templom felszentelése kapcsán.
A település a Mérai nemesek birtoka volt, akik mint megbízottak szerepeltek az erdélyi közéletben.
1310-ben per tárgya volt a határához tartozó Nádas-menti rész, a későbbi Andrásháza felett. Ekkor a Mikola-fiak (Mikola fia Miklós és Illés fia László) és Mérai Miklós és Féltő fia András – Andrásháza névadója – úgy egyeztek meg, hogy a Nádason levő malom Andrásé lesz, a hozzá tartozó halastón pedig András engedélye nélkül senki sem halászhat.
1314-ben Nádasmelléki Lovas András megölte Mérai János szerviensét, ezért Nádas-melléki malma tartozékaival bírság fejében a kolozsi ispánra szállt, aki eladta Felteu fia Andrásnak 6 M-ért.
1320 körül András ispán panaszára az alvajda tiltotta Jánost és Miklóst, valamint jobbágyait földje használatától, és eltiltotta erdejének kivágásától.
1334-ben Miklós kolozsi ispán megvette Kóród negyedét.
1387–1390 között oláh eredetű főnemesek: Balk és Drág, Szász vajda fiai, máramarosi és szatmári főispánok a székely ispánok. A XV. században a Kanizsai, Perényi, Maróthi, Csáki, Nádasi, pelsőczi Bebek, kusalyi Jakcs, losonci Bánfi, dengelegi Pongrácz, Rozgonyi, guthi Ország, a Szentgyörgyi és Bazini grófok előkelő családjainak tagjai a székely ispánok. Majd monoszlai Csupor, mérai Magyar Balázs (szobra ott áll a Mátyás királyé mellett), a bélteki Drágfi család tagjai s a század végén a kenyérmezei hős, Báthori István vajda a székelyek ispánja.

## Látnivalók
- Református (eredetileg római katolikus) temploma a 13. század végén épült, később többször újjáépítették. Valószínű, hogy  Szent Miklós tiszteletére szentelték fel 1299-ben. A templomban 1560-ból származó nagyharang van, szép öblös kongással.
- Tájház (évente többször néphagyományőrző tevékenységeket szerveznek; mérai falunapok májusban)
- Kós Károly által tervezett tejcsarnok (a 20. század elején épült)

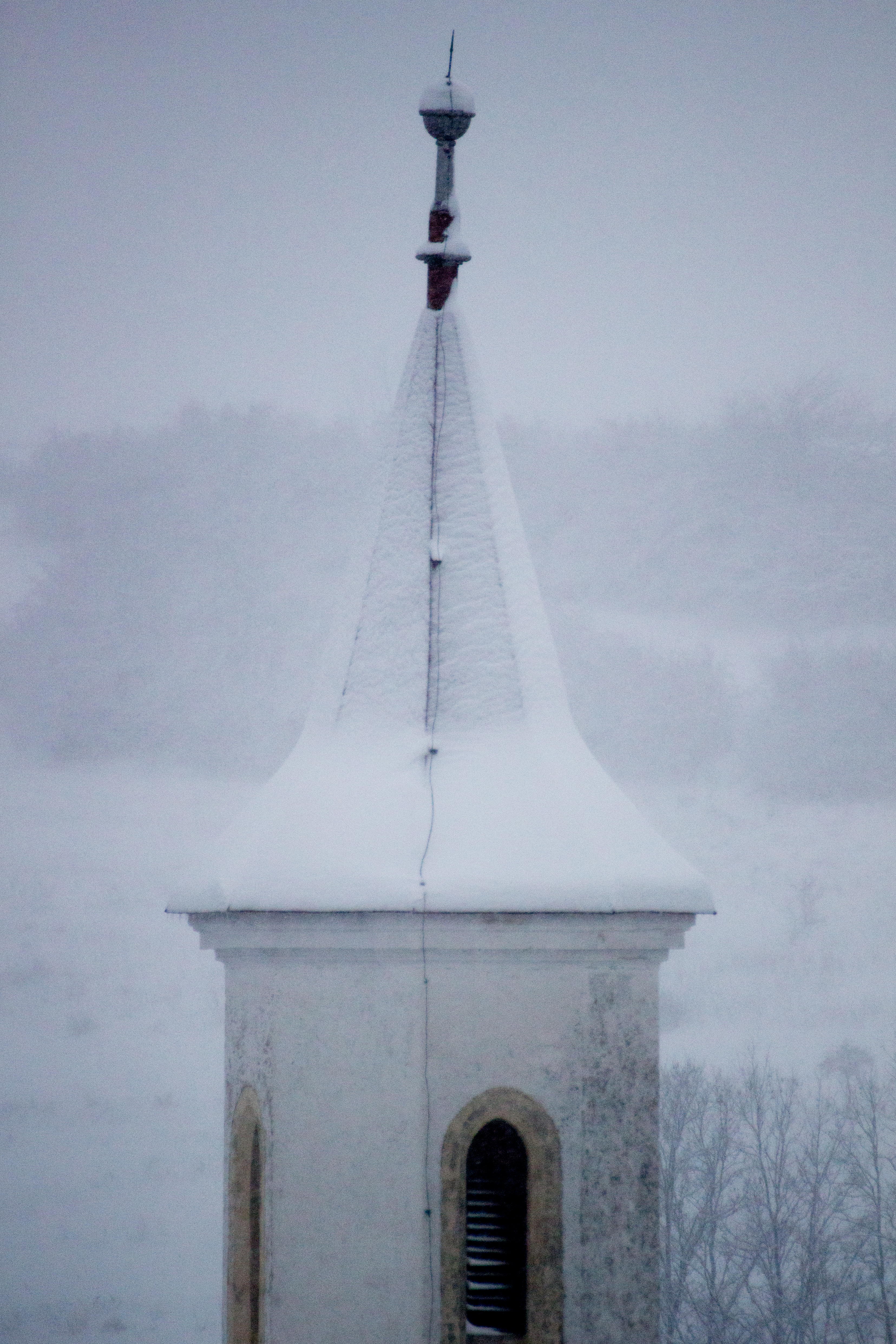